# Nurullah
Nurullah (arabisch نور الله) ist ein arabischer und türkischer männlicher Vorname mit der Bedeutung „Licht Gottes“.

## Namensträger
- Nurullah Genç (* 1960), türkischer Schriftsteller und Ökonom
- Nurullah Hussein (* 1993), singapurischer Fußballspieler
- Nurullah Kaya (* 1986), türkischer Fußballspieler
- Nurullah Sağlam (* 1966), türkischer Fußballspieler und -trainer

## Sonstiges
- Nurulla-Moschee (auch Nurullah-), Moschee in Kasan, Tatarstan
- Shanta Nurullah (* 1950), US-amerikanische Musikerin und Geschichtenerzählerin